# Chrystianizacja Islandii

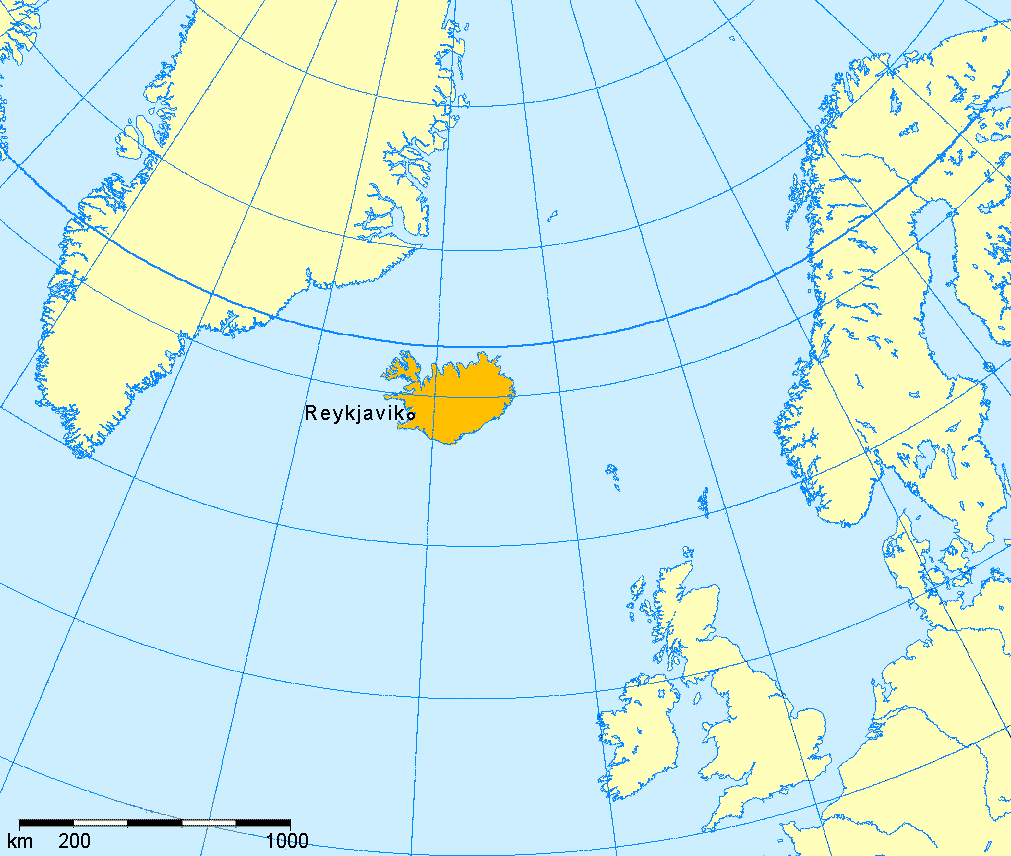
Islandia

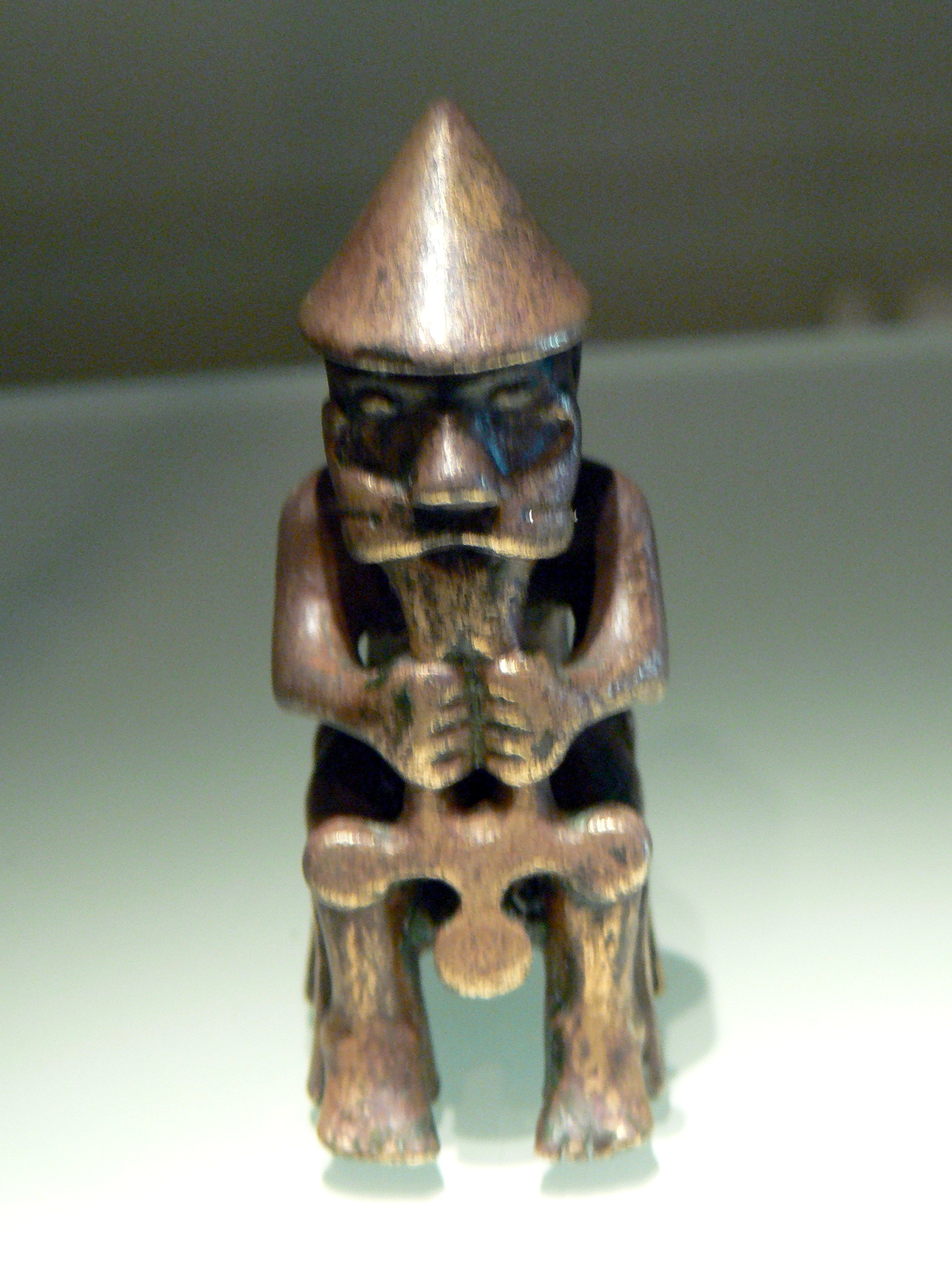
Figura Thora znaleziona na terenie Islandii

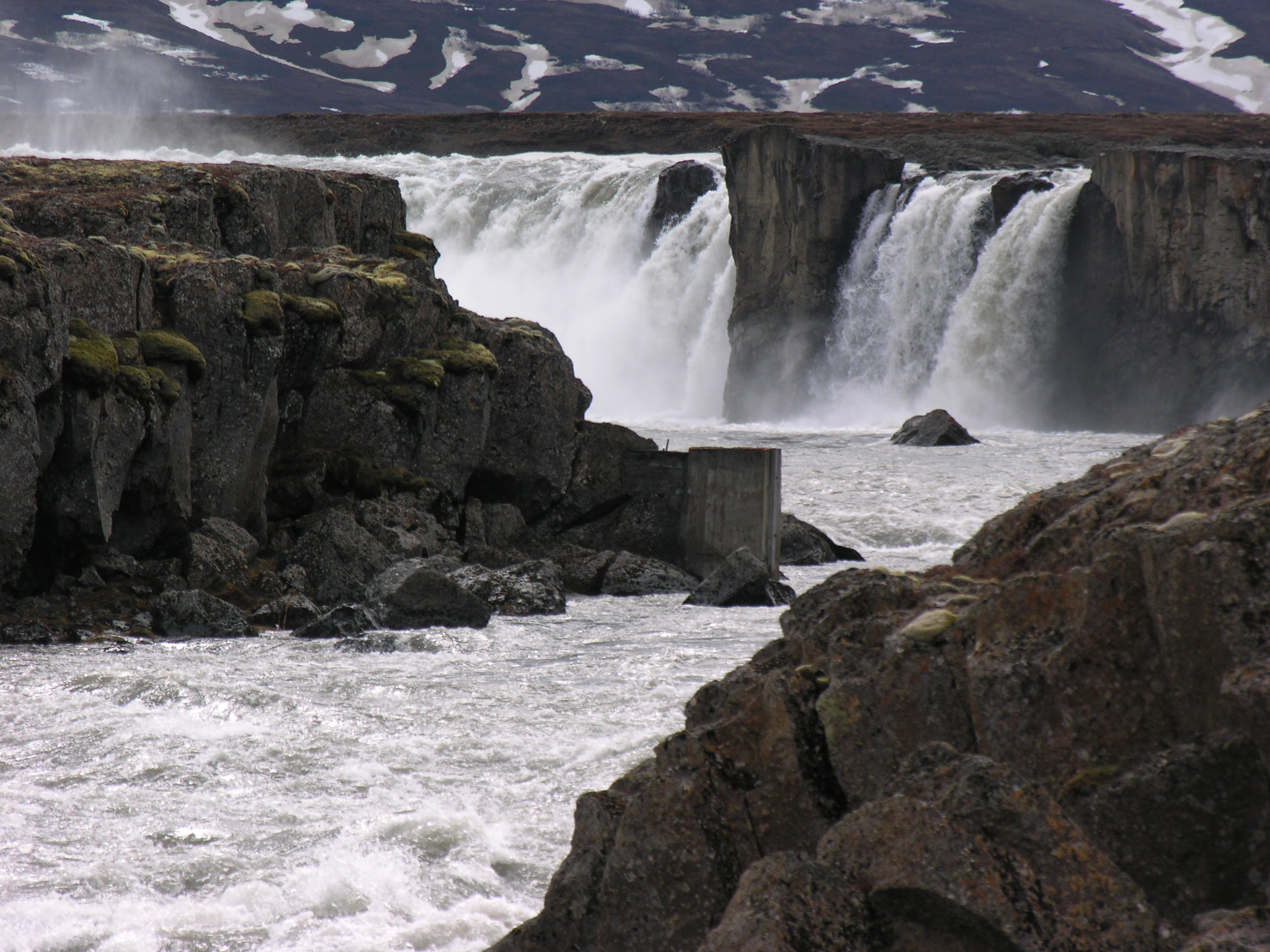
Wodospad Goðafoss – po przyjęciu chrześcijaństwa Islandczycy wyrzucali tam pogańskie posągi

Chrystianizacja Islandii – proces wprowadzania chrześcijaństwa na Islandii trwający od przełomu IX i X wieku do XIV wieku. 
Na Islandii prowadzono wiele misji chrystianizacyjnych, z których największy sukces odniosła ta przedsięwzięta przez norweskiego króla – Olafa Tryggvassona. Przełomowym momentem procesu chrystianizacji był spór frakcji pogańskiej oraz chrześcijańskiej w Althingu. Dzięki schrystianizowaniu, zaczęło w Islandii rozwijać się piśmiennictwo oraz literatura. Pierwsze islandzkie biskupstwo zostało w 1056 roku założone w Skálholcie przez Ísleifura Gissurarsona.

## Początki chrystianizacji Islandii
Chrystianizacja północy Europy była trudnym przedsięwzięciem, pomimo wsparcia monarchów i poświęcenia misjonarzy. Anskar, misjonarz z Flandrii, w IX i X wieku prowadził chrystianizację Skandynawii. Pod koniec X wieku do Islandii dotarły dwie wyprawy misyjne. Pierwsza prowadzona przez arcybiskupa Hamburga Adaldaga przyniosła niewielkie skutki. Druga odbywająca się w 997 roku przyniosła oczekiwane efekty w postaci wielu nawróconych Islandczyków. Misja chrystianizacyjna z 997 roku była organizowana przez norweskiego króla Olafa Tryggvassona.

## Ustanowienie chrześcijaństwa religią panującą
Pomimo działalności misjonarskiej na terenie Islandii większość ludzi nadal było politeistami, ale niektórzy osadnicy przyjęli chrzest. W tym samym czasie praktyki chrześcijańskie rozprzestrzeniały się w innych krajach skandynawskich o wiele szybciej. Przed 1000 rokiem podejmowano próby rozprzestrzeniania chrześcijaństwa na Islandię z różnym skutkiem, ale pomimo to praktyki politeistyczne wciąż były powszechne wśród mieszkańców tej wyspy. W lecie 1000 młodemu społeczeństwu Islandii zagroził chaos. Członkowie Althingu (parlamentu islandzkiego) podzielili się na frakcję pogańską oraz chrześcijańską. Obie strony odmówiły uznania praw przeciwnego stronnictwa. Strony konfliktu zgodziły się, aby Þorgeir Ljósvetningagoði, kapłan, wódz oraz przewodniczący Althingu, podjął decyzję o ustanowieniu jednej religii panującej. Dwa dni później Þorgeir Ljósvetningagoði udał się do Lögberga (miejsca obrad Althingu), gdzie publicznie ogłosił, że Islandczycy powinni stać się chrześcijanami. Uznał też prawo politeistów do praktykowania ich religii w ukryciu. Przemówienie Ljósvetningagiego było punktem zwrotnym w chrystianizacji Islandii, ponieważ od tej pory chrześcijaństwo mogło rozprzestrzeniać się w społeczeństwie islandzkim w pokojowy sposób.

## Dalszy proces chrystianizacji
Pierwszy kościół zbudowano w Þingvellir, wkrótce po przyjęciu chrześcijaństwa przez Islandię. W roku 1056 zostało założone pierwsze biskupstwo w Skálholcie przez Ísleifura Gissurarsona. Jego syn i następca – Gissurr Ísleifsson, utworzył kolejne biskupstwo w Hólarze w roku 1106. W roku 1133 powstał pierwszy klasztor na terenie Islandii. Wkrótce później założono kolejne klasztory. Nowe biskupstwa wraz z klasztorami stały się naukowymi ośrodkami wyspy.

## Skutki
Chrześcijaństwo ułatwiło obcym kulturom rozprzestrzenienie się na Islandii. Dzięki europejskiemu duchowieństwu, które dotarło do wyspy, zaczęła rozwijać się nauka czytania i pisania. Pozwoliło to na dynamiczny rozwój literatury islandzkiej. W kościele w Þingvellir zbierała się Lögrétta (islandzki Trybunał Ustawodawczy). Latem 2000 roku wierzący Islandczycy świętowali Tysiąclecie Chrześcijaństwa, organizując dwudniowe święto w Þingvellir, podczas którego gromadziły się tysiące ludzi.